# Michael Brandon
Michael Brandon, właściwie Michael Feldman (ur. 20 kwietnia 1945 w Nowym Jorku) – amerykański aktor telewizyjny i filmowy.

## Życiorys
Urodził się w Brooklynie, dzielnicy Nowego Jorku w rodzinie Żydów aszkenazyjskich jako syn Miriam (z domu Tumen) i mechanika samochodowego Sola Feldmana. Ma młodszego brata Elliota (ur. 1948) i młodszą siostrę Debi (ur. 1954). Kiedy miał sześć lat jego rodzina przeprowadziła się do Queens. W wieku dziewięciu lat wraz z rodziną przeniósł się do Valley Stream w hrabstwie Nassau w stanie Nowy Jork, gdzie uczęszczał do Memorial Junior High i Valley Stream Central High School. Otrzymał stypendium z Regents College. Po szkole dorabiał jako dostawca.
W latach 1965–1967 uczęszczał na American Academy of Dramatic Arts oraz nowojorskiego Actors Studio. Po debiucie scenicznym w sztuce Zaklinacz deszczu (The Rainmaker, 1968), pracował jako kelner, kierowca samochodu ciężarowego i sprzedawca obwarzanków. Wystąpił na Broadwayu w spektaklu Czy tygrys założy krawat? (Does a Tiger Wear a Necktie? 1969) u boku Ala Pacino.
Debiutował na ekranie jako Mike Vecchio w komedii Zakochani i inni (Lovers and Other Strangers, 1970) z Diane Keaton. Sławę w ponad 75. krajach świata zwdzięcza kreacji porucznika Jamesa Dempseya w serialu BBC2 Dempsey i Makepeace na tropie (Dempsey & Makepeace, 1985-86).
19 grudnia 1976 ożenił się z amerykańską aktorką Lindsay Wagner. Jednak w 1979 rozwiedli się. W dniu 18 listopada 1989 roku poślubił południowoafrykańską aktorkę Glynis Barber, z którą ma syna Alexandra Maxa (ur. 21 listopada 1992).

## Wybrana filmografia

### Filmy TV
- 1971: Niecierpliwe serce (The Impatient Heart) jako Frank Pescadero
- 1976: James Dean jako William Bast
- 1985: Apartament zbrodni (Deadly Messages) jako Michael Krasnick
- 1991: Dynastia: Pojednanie (Dynasty: The Reunion) jako Arlen Marshall
- 1993: Nie w mojej rodzinie (Not in My Family/Shattering the Silence) jako Ted Ricci
- 2006: Agatha Christie: Miss Marple (Agatha Christie Marple: The Sittaford Mystery) jako Martin Zimmerman

### Seriale TV
- 1985-1986: Dempsey i Makepeace na tropie (Dempsey & Makepeace) jako porucznik James Dempsey
- 1995: Szeryf (The Marshal) jako Barry Sinclair
- 1997: JAG – Wojskowe Biuro Śledcze (JAG) jako sędzia okręgowy Nardoni
- 1997: Pomoc domowa (The Nanny) jako Stan
- 1998: Ally McBeal jako sędzia okręgowy Adam Dawson
- 1999: Jonathan Creek jako kapitan Frank Candy
- 1999: JAG – Wojskowe Biuro Śledcze (JAG) jako Hegstetter
- 2002-2003: Dinotopia jako Frank Scott
- 2007: Na sygnale (Casualty) jako Mike Barnicott
- 2008: Doctor Who jako generał Sanchez
- 2008: Kości (Bones) jako Roger Frampton